# 마라의 죽음
⟪마라의 죽음⟫(프랑스어: La Mort de Marat)은 자크루이 다비드가 살해된 프랑스 혁명가인 장폴 마라를 그린 그림이다. 이 작품은 가장 유명한 프랑스 혁명의 그림 중 하나이다. 다비드는 몽테뉴이자 프랑스의 선도적인 화가였다. 이 작품은 샤를로트 코르데에 의해 살해된 후 1793년 7월 13일 욕조에서 죽은 채로 누워있는 마라를 묘사한다.

## 소재가 된 사건
장폴 마라는 산악파(몽테뉴파)의 지도자 중 한 명이었다. 산악파는 공포정치의 시대에서 테르미도르의 반동까지의 기간에 프랑스 정계를 장악했던 급진파였다. 샤를로트 코르데는 가난한 귀족 출신의 지롱드 당원으로 9월 학살을 이유로 마라를 정적으로 비판했다. 그녀는 캉의 반혁명적 조직의 세부 사항을 적은 메모를 이유로 마라의 방에 들어갈 허가를 얻었다. 마라는 피부염을 앓고 있어 치료를 위해 유황을 담근 욕조에 남아 그곳에서 일을 하기도 했다. 코르데는 마라를 칼로 찔러 치명상을 입혀 마라를 죽이고나서 도주를 하려고 했다. 그녀는 살인 재판에 회부되어 처형되었다.

## 다비드의 정치관
다비드는 프랑스를 대표하는 화가였을 뿐만 아니라 마라나 로베스피에르와 함께 유명한 자코뱅당 산악파의 일원이었다. 국민공회 미술관 부의 부관으로 왕의 죽음에 한 표를 던졌다. 일반 치안위원회 위원이었으며, 그래서 많은 사람들을 선고하고, 징역에 처하고 궁극적으로 ‘심문부’를 총괄하고 있었다. 그는 또한 공교육위원회의 일원이기도 했다.

## 스타일
마라의 모습은 이상화되어 있다. 예를 들면, 그림에는 마라의 피부에 생긴 어떤 문제도 포함하고 있지 않으며, 마라의 피부는 깨끗하고 흠결이 없다. 그러나 다비드는 초록색 카페트, 종이, 펜 등의 다른 세부 사항은 그렸다. 다비드는 그의 국민공회 동료에게 살해된 친구가 "écrivant pour le bonheur du peuple"(사람들의 행복을 위한 글을 쓰는 것)으로 묘사하겠다고 약속하였다. 《마라의 죽음》은 매력적인 영웅을 추모하기 위하여 제작되었다. 마라의 왼손에 쥐어진 종이에서 샤를로트 코르데라는 이름이 보이지만 정작 그녀 자신은 보이지 않는다. 면밀한 조사에 의하면 이 그림은 코르데와 다른 사람이 아직 마라 곁에 있을 때의 마라의 마지막 모습을 묘사한다. (코르데는 탈출하려 하지 않았다.) 다비드는 순교자의 고통 그 이상을 묘사하려고 하였다.
다비드는 군주제와 카톨릭 교회와 오랫동안 결부된 신성한 성질을 새로운 프랑스 혁명으로 이전시키려고 하였다. 그는 기독교의 순교자를 연상시키는 스타일로, 부드럽고 선명한 빛으로 둘러싸인 혁명의 순교자인 마라를 그렸다.

## 발표 이후

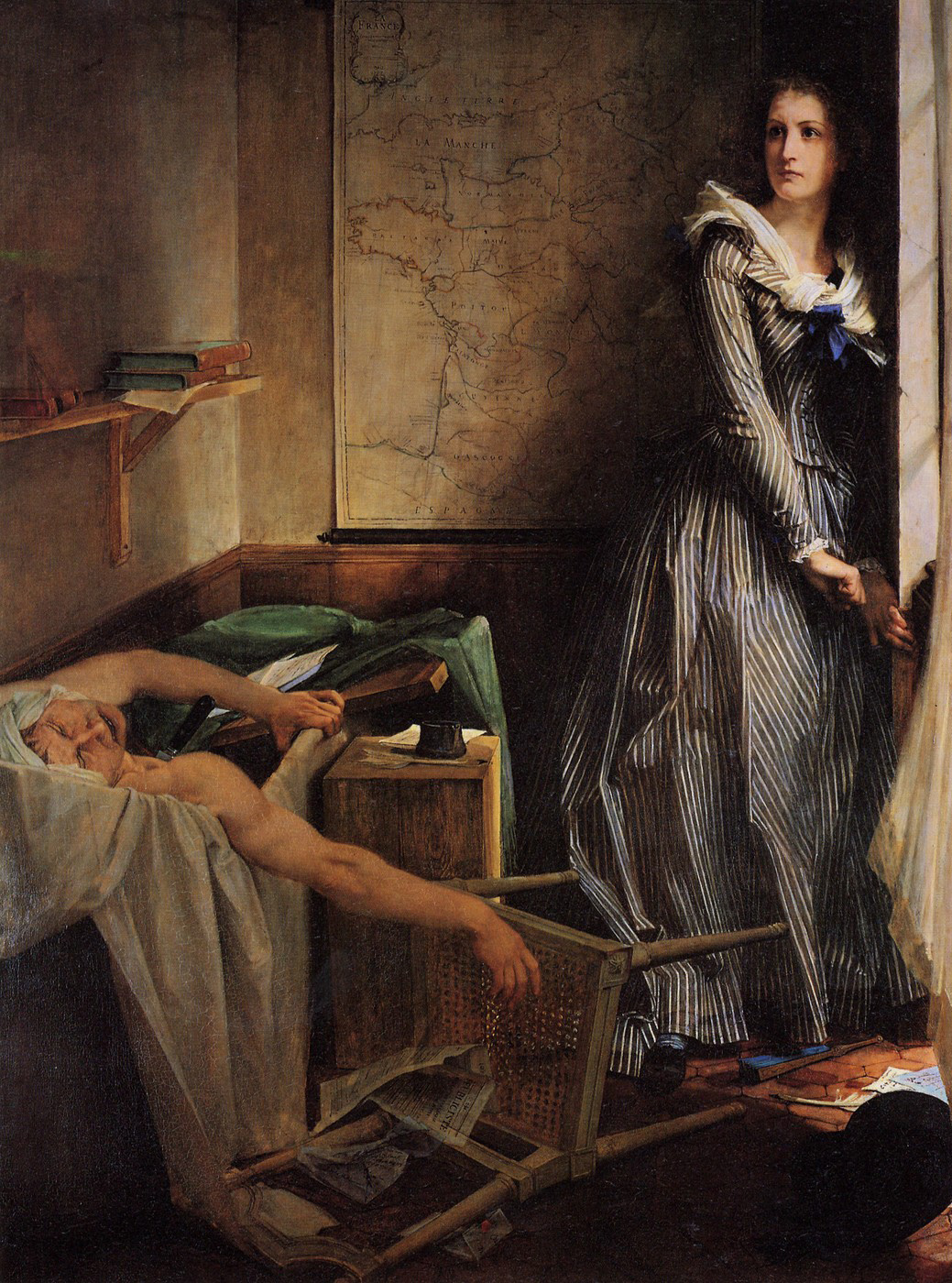
폴 보드리가 그린 샤를로트 코르데,1860년 작

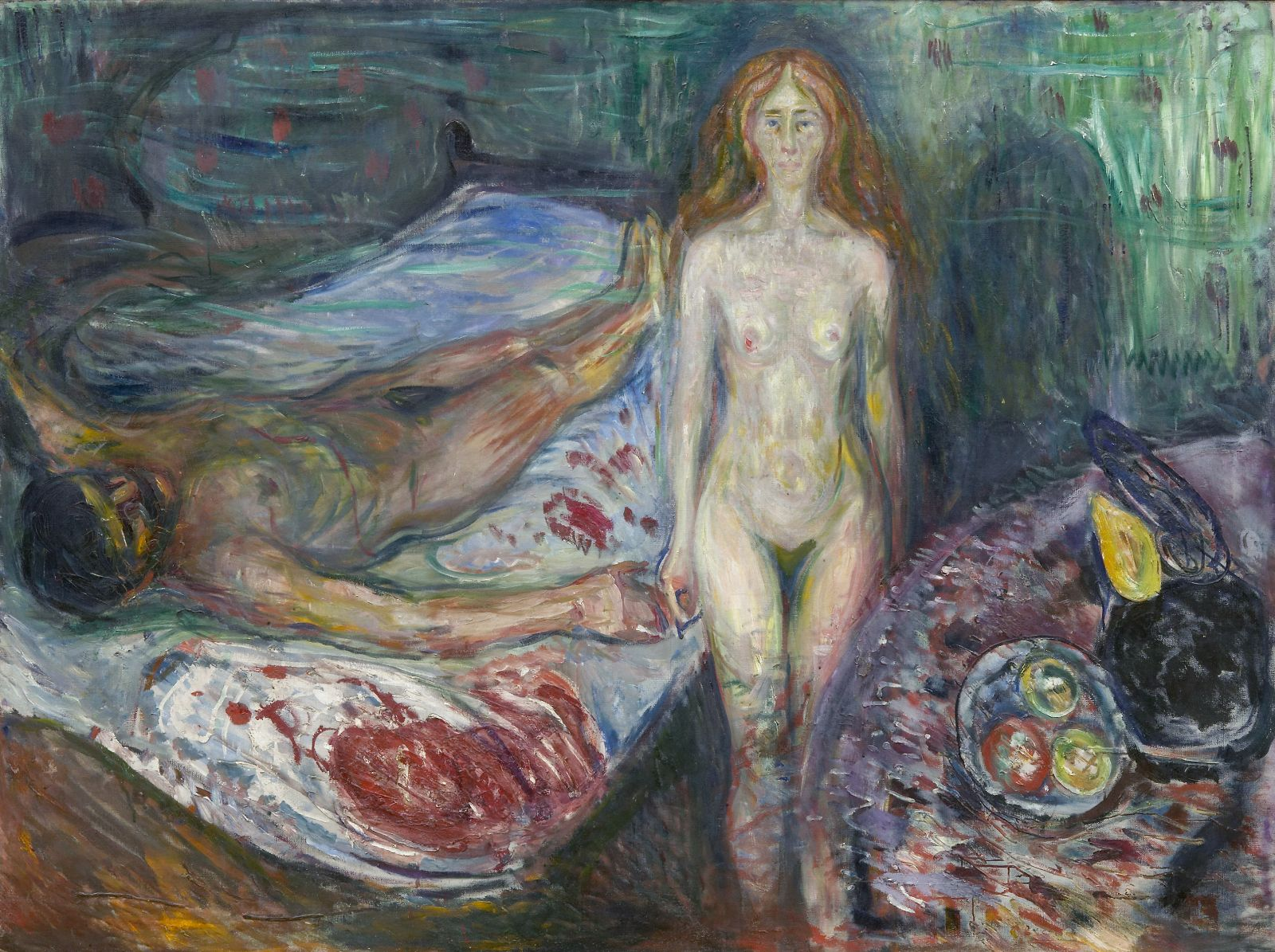
에드바르 뭉크 작 『마라의 죽음』2점 중 하나, 1907년 작

‘마라의 죽음’은 널리 찬양을 받았고 공포 정치 시대의 지도자들은 오리지널 작품의 복제품을 몇 점씩 주문했다. 선전선동을 위한 복제품은 1793년부터 1794년까지 다비드의 제자가 제작했다. 로베스피에르 실각과 처형 이후 ‘마라의 죽음’은 ‘역사의 무대’에서 조금씩 사라져 갔다. 다비드의 요청에 따라 작품은 1795년에 반환되었지만, 공포 정치 시대에 일반치안위원회에 소속된 관련자로 자신도 기소되는 몸이 되었다. 그의 부활은 나폴레옹의 등장을 기다리지 않으면 안 되었다.
1795년부터 1825년 다비드가 사망할 때까지 작품의 존재는 비밀이 되어 있었다. 다비드는 벨기에로 망명해 있던 사이 ‘마라의 죽음’은 다비드의 애제자 앙투안장 그로의 손에서 프랑스의 모처에 숨겨져 있었다. 1826년 이후 몇 번이나 유족이 그 그림을 팔려고 했지만, 모두 실패로 끝났다. 19세기 중반이 되어 비평가에 의해 ‘마라의 죽음’은 재발견 되었다. 특히 샤를 보들레르에 의한 유명한 1846년의 논평으로 예술가와 학자 사이에 작품에 대한 흥미와 관심에 불을 지폈다. 20세기에 파블로 피카소와 에드바르 뭉크는 자신도 마라의 죽음을 테마로 작품을 그리거나 페터 바이스가 " 후작 드 사드의 연출 하에 샤랑통 정신병원 환자들에 의해 연기한 ‘장폴 마라의 박해와 암살’을 쓰는 등 ‘마라의 죽음’은 화가와 시인, 작가에 영향을 주었다.
‘마라의 죽음’의 원화는 현재 나폴레옹이 실각한 후 망명한 화가로 조용히 여생을 보냈던 도시 브뤼셀의 벨기에 왕립미술관에 1886년 유족의 신청에 따라 전시되어 있다. 다비드의 제자에 의해 그려진 복제품의 정확한 숫자는 분명하지 않지만, 그 중 몇 장이 현존하고 있으며, 디종, 랭스, 베르사유 미술관 등에서 볼 수 있다. 혈흔과 물 자국이 남아 있는 진짜 편지도 현존하고 있으며, 현재는 제29대 크로포드 백작 로버트 린지가 소유하고 있다.
마라의 죽음 이후 오랜 세월이 지난 후에도 많은 화가가 그의 죽음을 그렸고, 그 작품들에 다비드의 걸작의 영향이 나타나는 경우도 있었다. 후세의 작품 중 폴 보드리의 ‘샤를로트 코르데’는 프랑스 제2제국 시대인 1860년에 그려졌다. 당시의 교양 있는 사람들 사이에는 피에 굶주린 무서운 괴물이라는 마라의 ‘어두운 전설’이 널리 알려져 있었으며, 이 작품에서도 샤를로트 코르데는 프랑스를 구하는 주인공으로 젊은 세대에 미덕을 보여주는 인물로 그려져 있다. 피카소와 뭉크의 경우 양식적으로는 다비드의 작품에 영향을 받은 것으로 보이는 요소는 거의 나타나지 않는다.